# Hermann Seldeneck
Hermann Seldeneck (* 13. September 1864 in München; † April 1922) war ein deutscher Schauspieler.

## Leben
Der Urgroßneffe von Alexander von Humboldt trat erstmals 1882 in Regensburg im Rollenfach eines jugendlichen Liebhabers und Naturburschen auf, später auch als jugendlicher Held. Weitere Bühnenstationen waren Augsburg (1883/84), Basel (1884/85) und Magdeburg (1885/86).
Seldeneck stand dann in Sankt Petersburg und  Moskau auf der Bühne. 1889 kam er nach Hannover und 1899 nach Berlin. Hier wurde er Mitglied von Emma Frühlings Ensemble, später stand er auf verschiedenen Berliner Bühnen.
Ab 1909 war er Filmdarsteller, wo er herrische ältere Männer, Autoritäten und Respektspersonen verkörperte. 1919 beendete er seine Filmarbeit und spielte bis 1921 unter anderem am Wallner-Theater in Berlin.

## Filmografie
- 1909: Schuld und Sühne
- 1911: Das Adoptivkind
- 1911: Mutter und Sohn
- 1911: Das gefährliche Alter
- 1912: Theodor Körner
- 1912: Der Strohwitwer
- 1913: Amerika – Europa im Luftschiff
- 1913: Ein Ausgestoßener, 1. Teil
- 1913: Die schwarze Natter
- 1913: Eva
- 1913: Frau Hanni
- 1913: Das Geheimnis von Chateau Richmond
- 1913: Die Sünden der Väter
- 1913: … denn alle Schuld rächt sich auf Erden
- 1913: Das Tagebuch eines Toten
- 1913: Aus Deutschlands Ruhmestagen 1870/71
- 1914: Adoptivkind
- 1914: Weihnachtsglocken 1914
- 1914: Der Schuß um Mitternacht
- 1914: Deutsche Frauen
- 1914: Ein Kindesherz
- 1914: Das Paradies der Damen
- 1915: Zofia
- 1915: Der ewige Friede. Ein Ausgestoßener, 2. Teil
- 1915: Das Ende vom Liede
- 1915: Die rätselhafte Frau
- 1916: Du sollst nicht richten
- 1916: Im Angesicht des Toten
- 1916: Wege, die ins Dunkle führen
- 1916: Mirko Pasqua
- 1916: Wer war’s?
- 1916: Nacht und Morgen
- 1916: Die Bettelprinzessin
- 1916: Die Andere
- 1917: Nicht lange täuschte mich das Glück
- 1917: Lori & Co.
- 1917: Hoch klingt das Lied vom U-Boot-Mann
- 1918: Der König der Nacht
- 1918: Das Gift der Medici
- 1918: Suchomlinow
- 1918: Die sterbenden Perlen
- 1918: Der Liftjunge
- 1918: Edelwild
- 1918: Liebe und Leben, 2. Teil – Die Tochter des Senators
- 1918: Die Flucht des Arno Jessen
- 1918: Der Wüstendiamant
- 1918: Die Bettelgräfin
- 1918: Ferdinand Lassalle – Des Volkstribunen Glück und Ende
- 1919: Das Tor der Freiheit
- 1919: Charlotte Corday
- 1919: Das Rätsel der Unbekannten